# Joppe Mennes
Joppe Mennes (Niel, 10 gennaio 2003) è un cestista belga.

## Carriera

### Nazionale
Nel 2023 ha disputato, con la nazionale Under-20 belga, gli Europei di categoria, terminati al quarto posto finale.

## Palmarès
- Campionato belga: 1

Ostenda: 2023-2024
- BNXT League: 1

Ostenda: 2023-2024
- Supercoppa BNXT: 1

Ostenda: 2023